# 今出川尚季
今出川 尚季（いまでがわ なおすえ）は、江戸時代後期の公卿。官位は正二位・権大納言。

## 経歴
天明3年（1783年）に叙爵。以降清華家当主として早い速度で出世し、侍従・左近衛権少将を経て、寛政4年（1792年）に従三位となり公卿に列する。右近衛権中将・権中納言・踏歌節会外弁を経て、文化2年（1805年）に権大納言・大歌所別当に就任した。翌年に大歌所別当を辞し、さらに文化7年（1810年）には権大納言も辞した。同年死去。享年29。

## 系譜
- 父：今出川実種
- 母：水戸藩主徳川宗翰の娘
- 妻：関白鷹司輔平の娘（閑院宮直仁親王の孫娘）
  - 男子：今出川公久（1806-1836）
- 妻：家女房
  - 男子：小倉随季（1802-1830）
  - 養子：賀丸（実父は関白鷹司政煕、妻の甥）